# ایتا ماری
ایتا ماری (به لاتین: Aita Mare) یک منطقهٔ مسکونی در رومانی است.

## نگارخانه

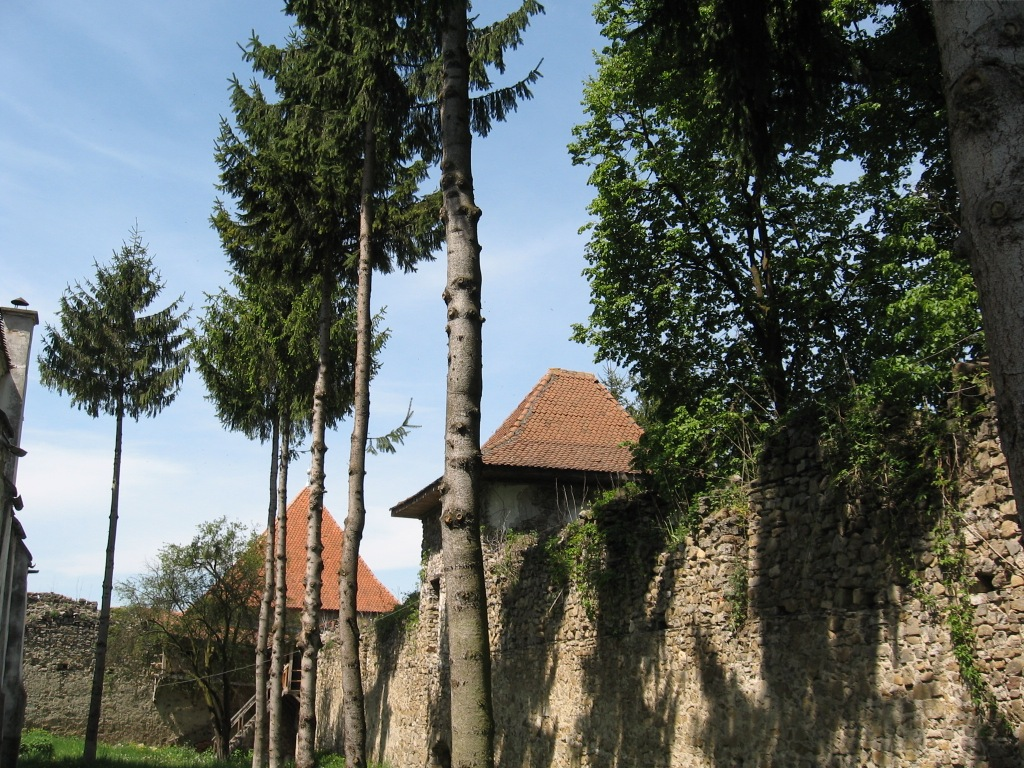
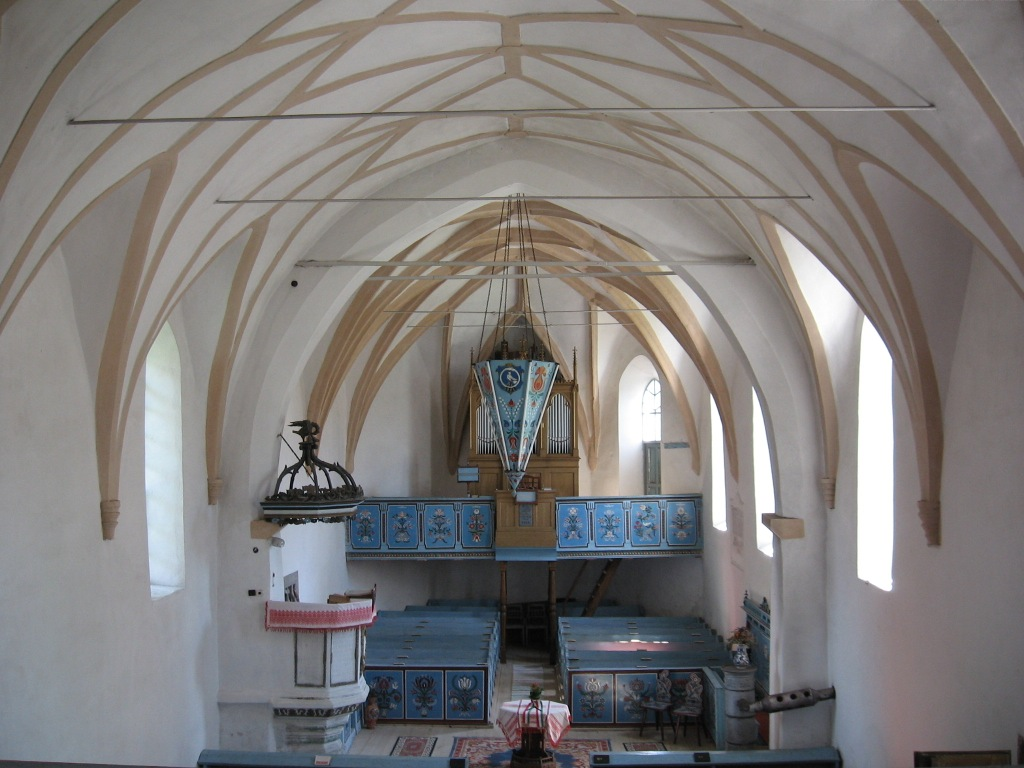
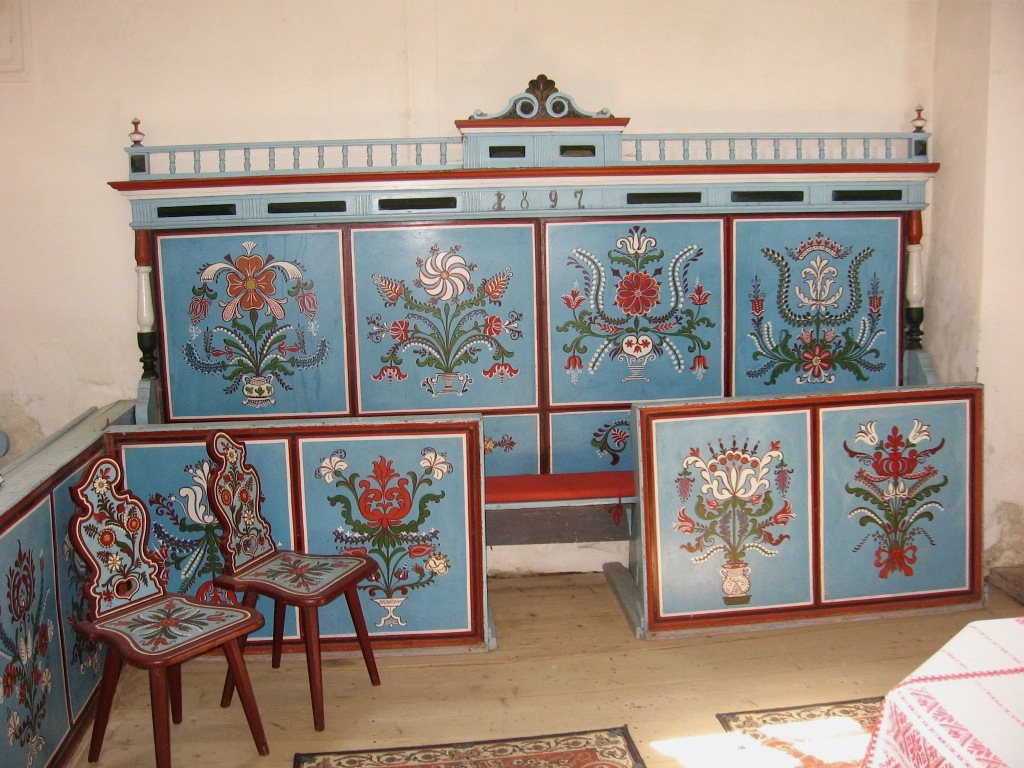
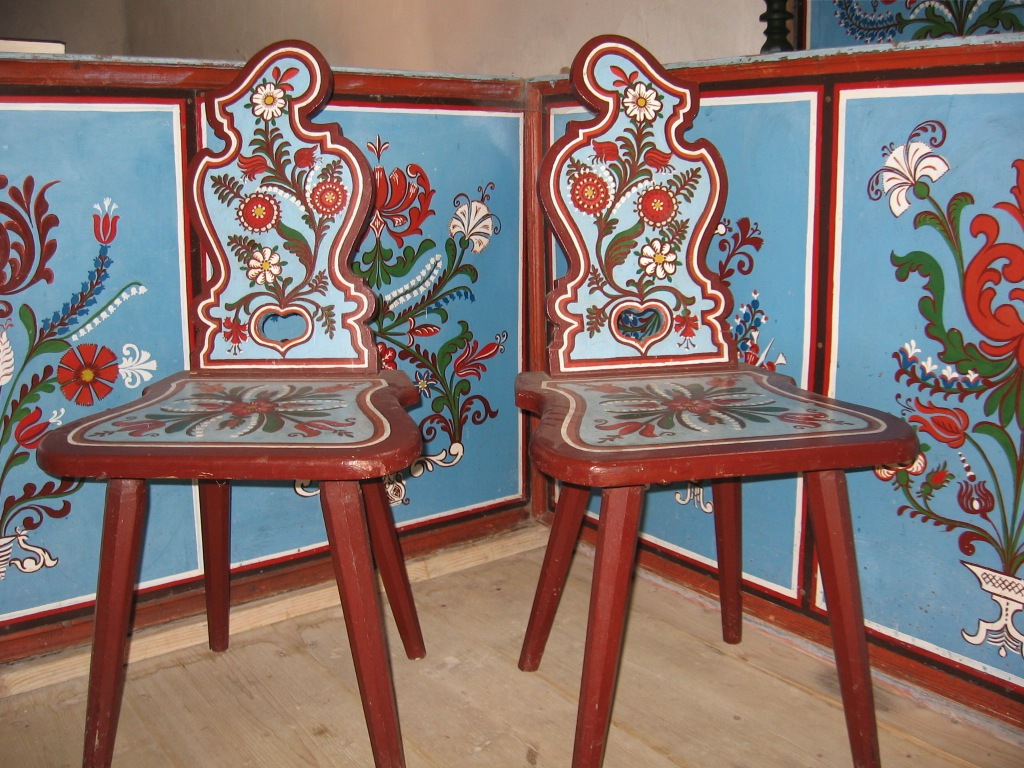
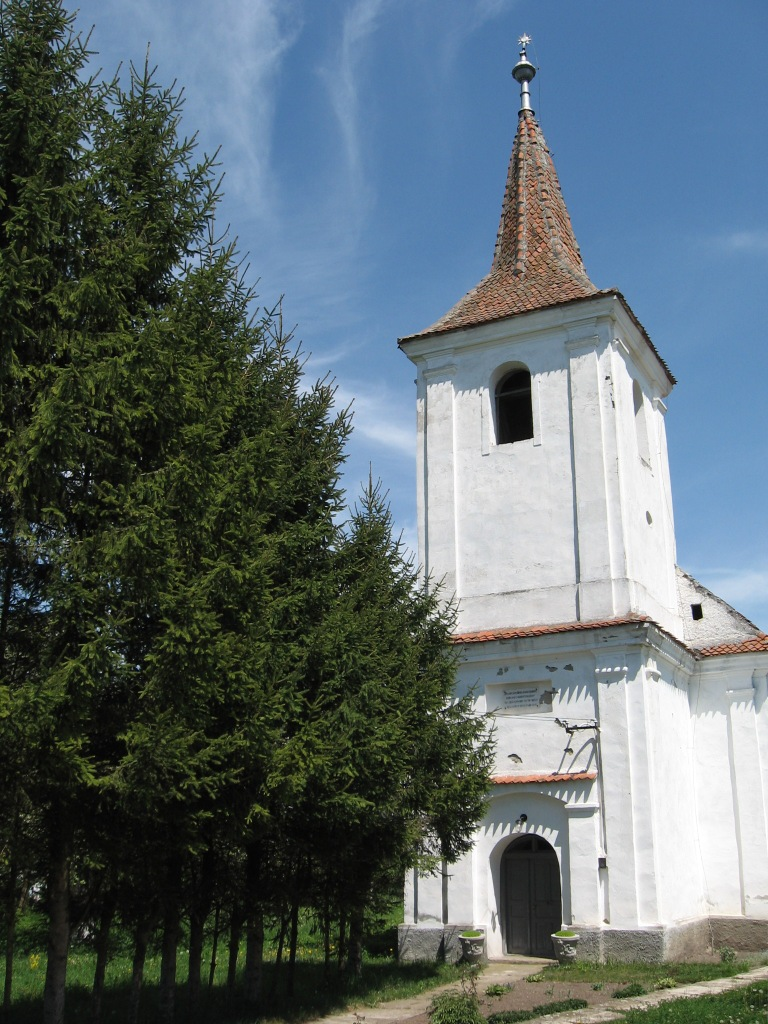
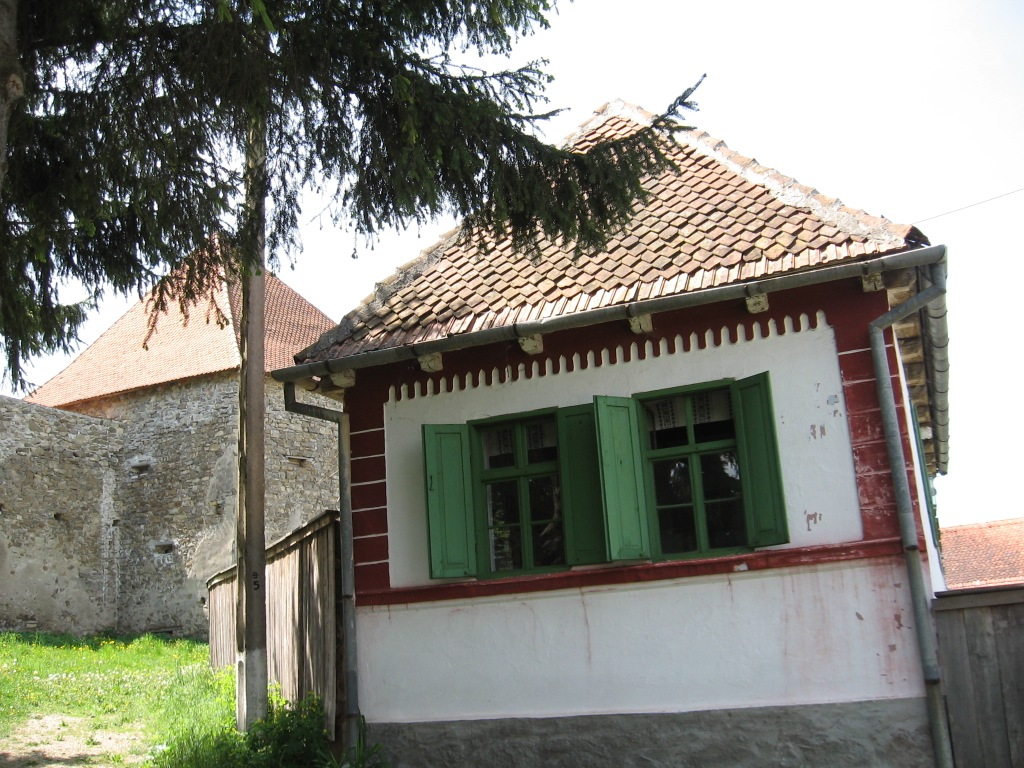
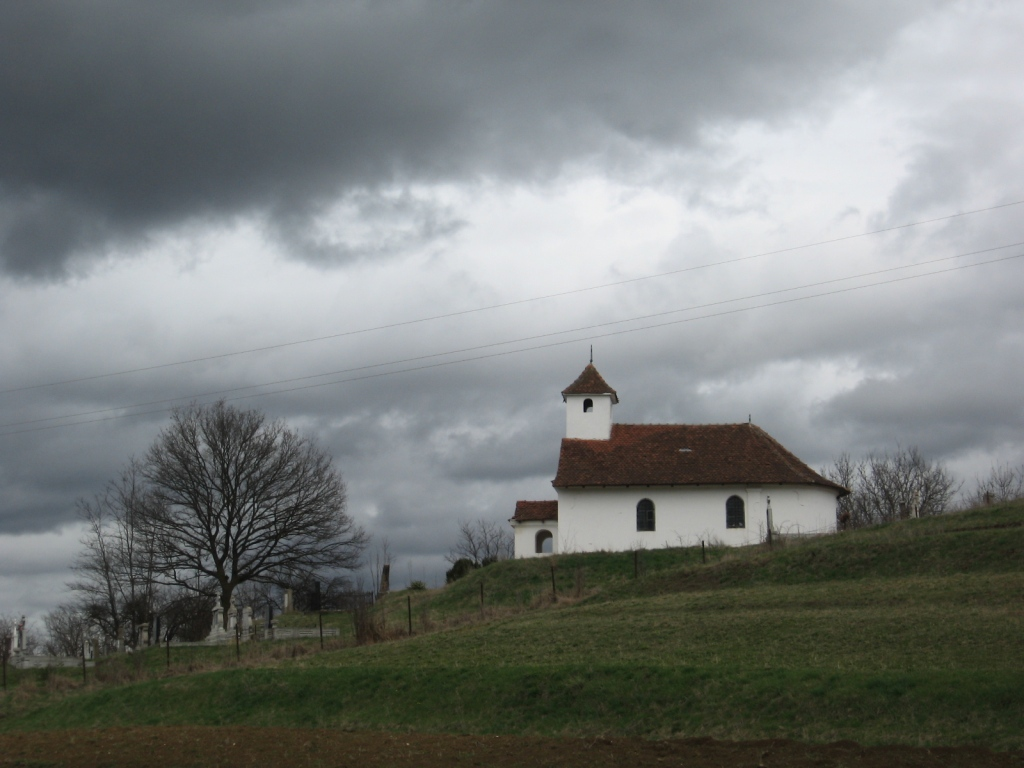